# Bateau votif
Une proposition de fusion est en cours entre Bateau votif et Ex-voto marin.

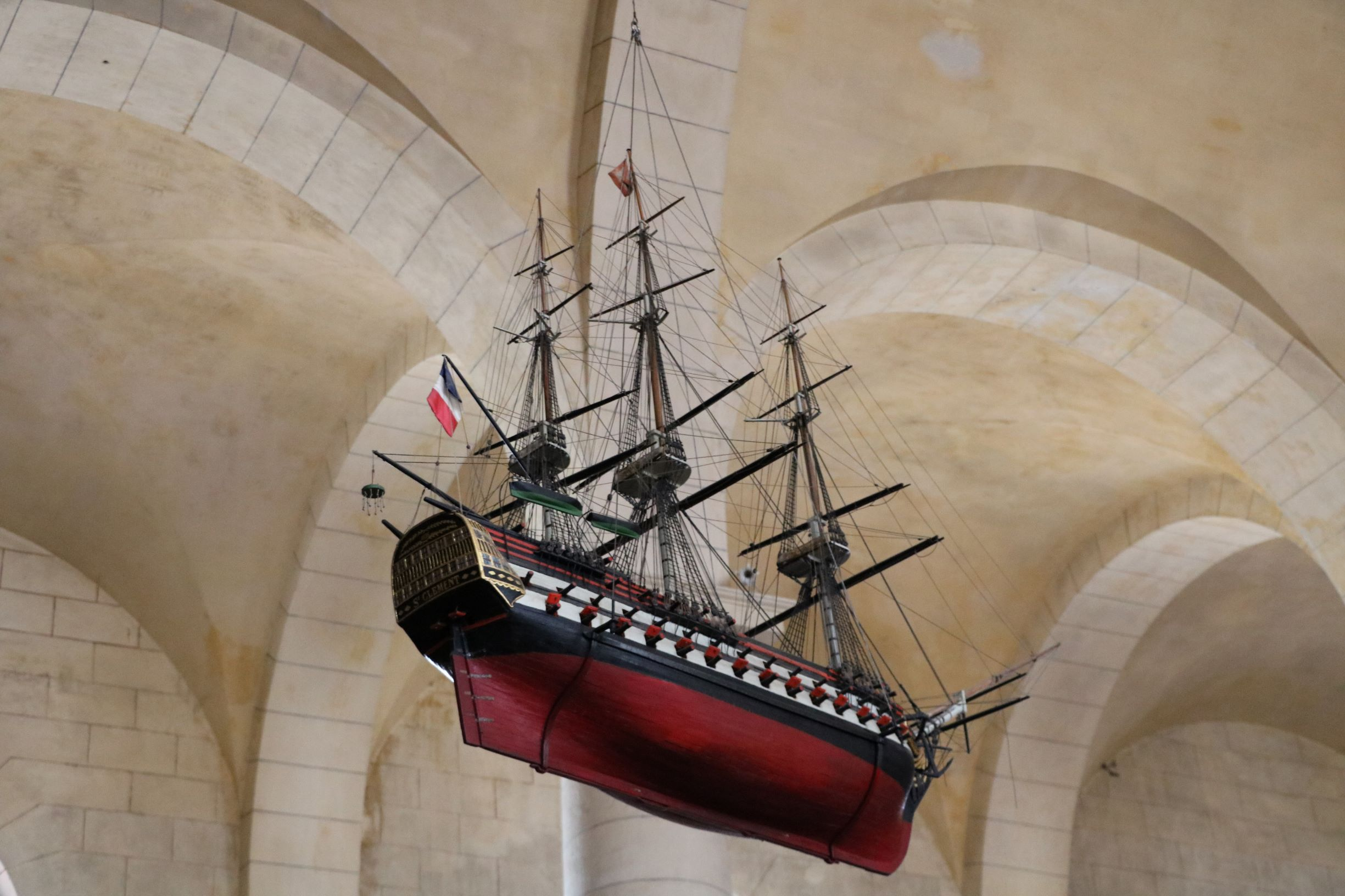
Bateau votif dans l'église Saint-Martin de Pauillac représentant le Saint-Clément, navire de guerre de la fin du XVIIIe siècle.

Un bateau votif est une maquette de navire exposée comme ex-voto dans une église. Ce genre d'ex-voto se rencontre dans de nombreux pays chrétiens d'Europe ayant une façade maritime et des communautés de marins importantes, sous forme de modèles réduits, de dioramas ou de tableaux. De façon générale, ces ex-voto sont construits et donnés aux églises par les marins et les constructeurs de bateaux.

## Généralités
La pratique d'exposer des maquettes de bateaux dans les églises provient du Moyen Âge et s'est diffusée dans l'Europe chrétienne, tant dans les régions catholiques que luthériennes. Le plus ancien ex-voto connu est une maquette espagnole datant du XVe siècle.[réf. nécessaire] Dans les pays nordiques, l'exemple le plus ancien provient de la cathédrale de Stockholm ; datant d'environ 1590, il est désormais exposé au musée de la Marine.
Les navires votifs sont assez courants dans les villes côtières de France, sous la forme de maquettes ou de peintures. La basilique Sainte-Anne d'Auray, en Bretagne, en possède la collection la plus importante en France, mais la pratique se rencontre sur la côte méditerranéenne du pays, y compris en Corse.

## Type

### Processions
Ces bateaux votifs sont destinés aux processions (telles les pardons bretons et les fêtes de saints considérés comme les protecteurs des gens de mer). Il s'agit souvent de maquettes de grande taille, installées sur un brancard spécial porté à l'épaule.

### Offrandes propitiatoires

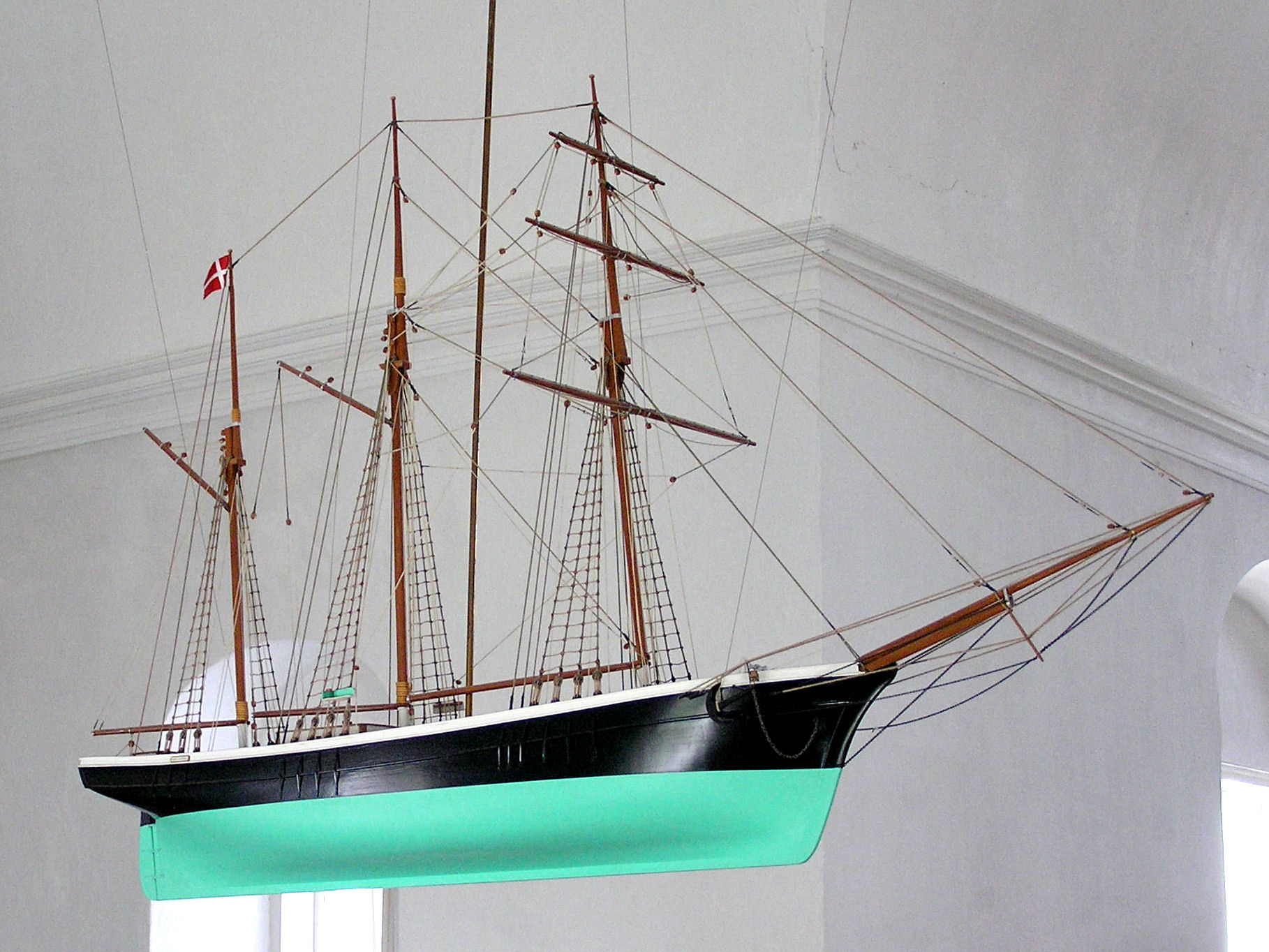
Navire votif de l' sur l'île de Bornholm, Danemark.

Ces navires votifs sont des offrandes propitiatoires, parfois faites avant d'entreprendre une expédition maritime, mais sans lien avec une épreuve, un danger ou une fortune de mer précise. Ils sont offerts par les communautés de marins pour se placer sous la protection divine. Ce type de maquettes, souvent de facture très fidèle à l'original, est suspendu de façon bien visible au centre de la nef de l'église.
Ces ex-voto sont particulièrement nombreux dans les églises des pays scandinaves (Danemark, Suède, Norvège et Finlande), ainsi que sur les Åland et les îles Féroé. On en rencontre également en Allemagne, au Royaume-Uni et en Espagne.

### Ex-voto gratulatoires

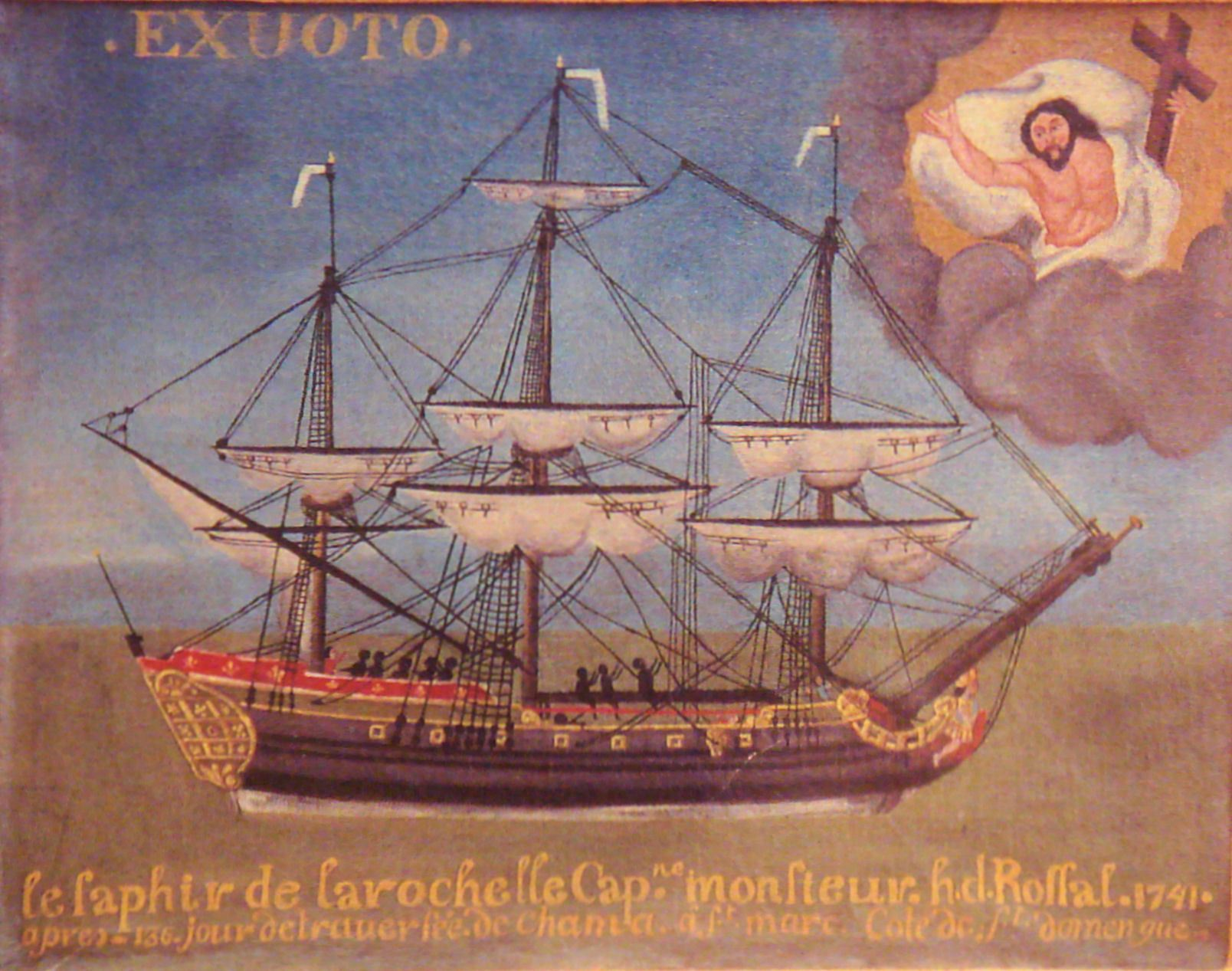
Ex-voto représentant le navire négrier rochelais Le Saphir (cathédrale Saint-Louis de La Rochelle).

Ce sont des ex-voto effectués en remerciements, liés à des vœux faits par des marins (ou parfois des passagers de navires) à l'occasion de périls encourus en mer : tempête, incendie à bord, danger d'échouage, accident personnel (chute depuis la mâture, homme à la mer, accident lié aux machines et chaudières, etc.) ou encore fait de guerre (torpillage, combat naval, etc.). Ils peuvent prendre la forme de modèles réduits de navires (plus fréquents en France sur la façade Manche/Atlantique que sur la façade méditerranéenne), de tableaux (fréquents en Italie, en Provence et en Languedoc) ou encore de dioramas et de bateaux en bouteille.
La France compte plus d'une centaine de bateaux ex-voto protégés comme monuments historiques.
Beaucoup plus rares sont les aéronefs offerts comme ex-voto, souvent des hydravions en lien avec le monde maritime, comme celui offert par l'ingénieur aéronautique Yves Jan-Kerguistel à l'église Notre-Dame 
de Mesquer (Loire-Atlantique), commune dont il fut maire. Cette maquette de l’hydravion Loire 102 « Bretagne », conçu par Kerguistel, est le seul avion ex-voto dans le département,.

## Expositions
Trois expositions relatives aux ex-voto marins se sont tenues à Paris au musée national de la Marine :
- 1975 : « Ex-voto marins du Ponant »
- 1978 : « Ex-voto de Méditerranée
- 11 juin-18 octobre 1981 : « Ex-voto marins dans le monde »